# Сеута (Синалоа)
Сеута (исп. Ceuta) — посёлок на побережье Калифорнийского залива в Мексике в штате Синалоа, входит в состав муниципалитета Элота. Численность населения, по данным переписи 2010 года, составила 1208 человек.
Ежегодно на пляжи Сеуты приплывает множество черепах, чтобы отложить кладку яиц.